# Gonzalo Ceballos Fernández de Córdoba
Gonzalo Ceballos Fernández de Córdoba (Madrid, 2 d'abril de 1895 - 4 de març de 1967) fou un enginyer i zoòleg espanyol, acadèmic de la Reial Acadèmia de Ciències Exactes, Físiques i Naturals.

## Biografia
Era fill de l'enginyer Luis Ceballos Medrano i germà de Luis Ceballos Fernández de Córdoba. Va estudiar enginyeria de forests primer a l'Escola de San Lorenzo de El Escorial i després a Madrid, on va acabar la carrera el 1917. Esdevingué visitant assidu al Museu de Ciències Naturals de Madrid, dirigit aleshores per Ignacio Bolívar y Urrutia, i es va interessar per l'entomologia, de manera que entrà a treballar a la Secció d'Entomologia del museu. El seu treball sobre himenòpters li va suposar el premi de la Reial Acadèmia de Ciències Exactes, Físiques i Naturals el 1921.
De 1925 a 1934 va treballar al Cadastre Forestal de Cadis, i el 1934 obté la càtedra de Zoologia i Entomologia de l'Escola Tècnica Superior d'Enginyers de Muntanyes de Madrid. El 1940 fou nomenat president de la Secció d'Entomologia del Museu de Ciències Naturals de Madrid i el 1941 director de l'Institut Espanyol d'Entomologia.
Va fundar la revista Graellsia i director de la Revista EOS i fou nomenat doctor honoris causa per la Universitat de Breslau. El 1961 fou escollit acadèmic de la Reial Acadèmia de Ciències Exactes, Físiques i Naturals, i el 1962 va ingressar amb el discurs "Consideraciones sobre el Orden Hymenóptera y su conocimiento en España". Posteriorment fou cap del Servei d'Entomologia del Ministeri d'Agricultura d'Espanya i vicepresident del Consell Superior d'Investigacions Científiques. I de 1966 a 1967 ser també president de la Reial Societat Espanyola d'Història Natural.

## Obres
- Himenópteros de España. Familia Ichneumonidos (1921)
- Tratado de Zoología General y Entomología
- Las tribus de Himenópteros en España (1941)
- Los Joppinae de España (1924)
- Los Cryptinae de España (1931)
- Catálogo de los himenópteros de España (1956)